# Парк курортний (Моршин)
Парк куро́ртний — парк-пам'ятка садово-паркового мистецтва місцевого значення в Україні. Розташований у центрі міста Моршин Львівської області. 
Площа 12 га. Статус надано згідно з рішенням виконкому Львівської обласної ради від 9 жовтня 1984 року № 495. Перебуває у віданні: Моршинська міська рада. 
Статус надано для збереження парку, закладеного 1878 року разом із заснуванням курорту. В 30-ті роки ХХ сторіччя споруджено бювет для водолікування та Мармуровий палац. У парку зростає бл. 80 видів дерев і кущів, у тому числі екзотичні, рідкісні та старовікові, наприклад: 200-300 річні липа серцелиста, дуб черешчатий і 190-річна сосна Веймута.